# Cordia grandicalyx
Cordia grandicalyx är en strävbladig växtart som beskrevs av Anna Amelia Obermeyer. Cordia grandicalyx ingår i släktet Cordia, och familjen strävbladiga växter. Inga underarter finns listade i Catalogue of Life.